# Espacio de posiciones y momentos
En física y geometría, existen dos espacios vectoriales muy relacionados, habitualmente tridimensionales, aunque en general pueden tener cualquier dimensión
El espacio de posiciones (también llamado espacio real o espacio coordenado) es el conjunto de todos los vectores de posición r en el espacio, y tiene dimensiones de longitud. Un vector de posición define un punto en el espacio. Si el vector de posición de una partícula puntual varía con el tiempo describirá un camino, la trayectoria de una partícula. El espacio de momentos es el conjunto de todos los vectores momento p que puede tener un sistema físico. El vector momento de una partícula corresponde a su movimiento, con unidades de [masa][longitud][tiempo]−1.
Matemáticamente, la dualidad entre posición y momento es un ejemplo de dualidad de Pontryagin. En particular, si una función se da en espacio de posiciones, f(r), entonces su transformada de Fourier resulta la función en el espacio de momentos, φ(p). Análogamente, la transformada inversa de una función del espacio de momentos es una función del espacio de posiciones.
Estas cantidades e ideas trascienden toda la física clásica y cuántica, y un sistema físico se puede describir usando tanto las posiciones de las partículas que lo constituyen como sus momentos, ambas formulaciones proveen equivalentemente la misma información sobre el sistema considerado. Es útil definir otra cantidad en el contexto de ondas. El vector de onda k (o simplemente «k-vector») tiene dimensiones de longitud recíproca, haciéndolo un análogo de la frecuencia angular ω, que tiene dimensiones de tiempo recíproco. El conjunto de todos los vectores de onda es el k-espacio. Habitualmente r es más intuitivo y simple que k, aunque en algunos casos ocurre al contrario, como en física del estado sólido.
La mecánica cuántica provee dos ejemplos fundamentales de la dualidad entre la posición y el momento: el principio de indeterminación de Heisenberg ΔxΔp ≥ ħ/2, que afirma que no se puede conocer simultáneamente la posición y el momento con precisión arbitraria, y la relación de De Broglie p = ħk que afirma que el momento y el vector de onda de una partícula libre son proporcionales entre sí. En este contexto, cuando no existe ambigüedad, los términos «momento» y «vector de onda» se usan indistintamente. Sin embargo, la relación de De Broglie no es cierta en un cristal.

## Espacios de posición y momento en mecánica clásica

### Mecánica lagrangiana
A menudo en mecánica lagrangiana, el lagrangiano L(q, dq/dt, t) está en el espacio de configuración, mientras que q = (q1, q2,..., qn) es una n-tupla de coordenadas generalizadas. Las ecuaciones del movimiento de Euler-Lagrange son
{\displaystyle {\frac {d}{dt}}{\frac {\partial L}{\partial {\dot {q}}_{i}}}={\frac {\partial L}{\partial q_{i}}}\,,\quad {\dot {q}}_{i}\equiv {\frac {dq_{i}}{dt}}\,.}
donde un punto superior indica una derivada temporal. Introduciendo la definición de momento canónico para cada coordenada generalizada
{\displaystyle p_{i}={\frac {\partial L}{\partial {\dot {q}}_{i}}}\,,}
las ecuaciones de Euler-Lagrange toman la forma
{\displaystyle {\dot {p}}_{i}={\frac {\partial L}{\partial q_{i}}}\,.}
El lagrangiano también se puede expresar en espacio de momentos, L′(p, dp/dt, t), donde p = (p1, p2,..., pn) es una n-tupla de los momentos generalizados. Se realiza una transformada de Legendre para cambiar las variables en la diferencial total del lagrangiano de espacio coordenado generalizado;
{\displaystyle dL=\sum _{i=1}^{n}\left({\frac {\partial L}{\partial q_{i}}}dq_{i}+{\frac {\partial L}{\partial {\dot {q}}_{i}}}d{\dot {q}}_{i}\right)+{\frac {\partial L}{\partial t}}dt=\sum _{i=1}^{n}({\dot {p}}_{i}dq_{i}+p_{i}d{\dot {q}}_{i})+{\frac {\partial L}{\partial t}}dt\,,}
donde se sustituyeron las derivadas parciales de L con la definición de momento generalizado y las ecuaciones de Euler-Lagrange. La regla del producto para las derivadas permite el intercambio de derivadas en las coordenadas y velocidades generalizadas por las derivadas en momentos generalizados y en sus derivadas temporales,
{\displaystyle {\dot {p}}_{i}dq_{i}=d(q_{i}{\dot {p}}_{i})-q_{i}d{\dot {p}}_{i}}
{\displaystyle p_{i}d{\dot {q}}_{i}=d({\dot {q}}_{i}p_{i})-{\dot {q}}_{i}dp_{i}}
que sustituyendo se simplifica en
{\displaystyle d\left[L-\sum _{i=1}^{n}(q_{i}{\dot {p}}_{i}+{\dot {q}}_{i}p_{i})\right]=-\sum _{i=1}^{n}({\dot {q}}_{i}dp_{i}+q_{i}d{\dot {p}}_{i})+{\frac {\partial L}{\partial t}}dt\,.}
Ahora, la diferencial total del lagrangiano en espacio de momentos L′ es
{\displaystyle dL'=\sum _{i=1}^{n}\left({\frac {\partial L'}{\partial p_{i}}}dp_{i}+{\frac {\partial L'}{\partial {\dot {p}}_{i}}}d{\dot {p}}_{i}\right)+{\frac {\partial L'}{\partial t}}dt}
por lo que comparando las derivadas de los lagrangianos, los momentos y sus derivadas temporales, el lagrangiano en espacio de momentos L′ y las coordenadas generalizadas derivadas de L′ son respectivamente
{\displaystyle L'=L-\sum _{i=1}^{n}(q_{i}{\dot {p}}_{i}+{\dot {q}}_{i}p_{i})\,,\quad -{\dot {q}}_{i}={\frac {\partial L'}{\partial p_{i}}}\,,\quad -q_{i}={\frac {\partial L'}{\partial {\dot {p}}_{i}}}\,.}
Combinando las dos últimas ecuaciones se obtienen las ecuaciones del movimiento de Euler-Lagrange para el espacio de momentos
{\displaystyle {\frac {d}{dt}}{\frac {\partial L'}{\partial {\dot {p}}_{i}}}={\frac {\partial L'}{\partial p_{i}}}\,.}
La ventaja de las transformadas de Legendre es que la relación entre las funciones y sus variables se obtienen en el proceso. Ambas formas de la ecuación son equivalentes y contienen la misma información sobre la dinámica del sistema. Esta forma puede ser más útil al introducir el momento lineal o el momento angular en el lagrangiano.

### Mecánica hamiltoniana
En mecánica hamiltoniana, al contrario que en mecánica lagrangiana que utiliza cualquiera entre las coordenadas o los momentos, las ecuaciones hamiltonianas del movimiento utilizan tanto las coordenadas como los momentos. Para un sistema con hamiltoniano H(q, p, t), las ecuaciones son
{\displaystyle {\dot {q}}_{i}={\frac {\partial H}{\partial p_{i}}}\,,\quad {\dot {p}}_{i}=-{\frac {\partial H}{\partial q_{i}}}\,.}

## Espacios de posiciones y momentos en mecánica cuántica

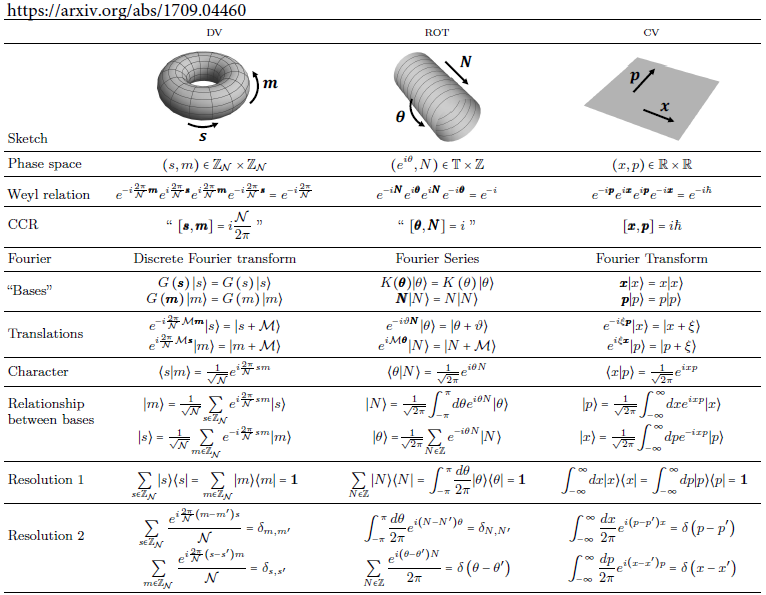
Comparación y resumen de relaciones entre variables conjugadas en espacios de fases de variable discreta (DV), rotor (ROT) y variable continua (CV) (tomado de arXiv:1709.04460). La mayoría de espacios de fases físicamente relevantes consisten en combinaciones de estos tres. Cada espacio de fases consiste en posición y momento, cuyos posibles valores se toman de un grupo abeliano localmente compacto y de su dual. Un estado mecano-cuántico puede representarse completamente en términos de ambas variables, y la transformación utilizada para pasar entre espacios de posiciones y momentos es, en cada uno de los tres casos, una variante de la transformada de Fourier. La tabla usa notación de Dirac, así como terminología matemática describiendo las relaciones de conmutación canónicas (CCR).

En mecánica cuántica, una partícula está descrita por un estado cuántico. Este estado cuántico se puede representar como una superposición (esto es, una combinación lineal como suma ponderada) de estados base. En principio se puede elegir el conjunto de estados de la base, siempre y cuando generen el espacio. Si se eligen las funciones propias del operador posición como un conjunto de funciones base, se habla de un estado como función de onda {\displaystyle \psi }(r) en espacio de posiciones (la noción ordinaria de espacio en términos de longitud). La ecuación de Schrödinger en términos de la posición r es un ejemplo de mecánica cuántica en representación de posición.
Escogiendo las funciones propias de un operador diferente como conjunto de funciones base, se puede llegar a diferentes representaciones del mismo estado. Si se toman las funciones propias del operador momento como conjunto de funciones base, se dice que la función de onda resultante {\displaystyle \phi }(k) es la función de onda en espacio de momentos.
Una característica de la mecánica cuántica es que los espacios de fases pueden ser de diferentes tipos: variable discreta, rotor, y variable continua. La tabla a la derecha muestra algunas relaciones entre los tres tipos de espacio de fases.

## Relación entre espacio y espacio recíproco
La representación de momentos de una función de onda está muy relacionada con la transformada de Fourier y con el concepto de dominio de la frecuencia. Dado que una partícula mecano-cuántica tiene un vector de onda proporcional a su momento (por la ecuación de Broglie dada anteriormente), describir la partícula como suma de sus componentes en momentos es equivalente a describirla como suma de sus componentes en frecuencia (esto es, una transformada de Fourier). Esto es claro cuando nos preguntamos cómo ir de una representación a la otra.

### Funciones y operadores en espacio de posiciones
Supongamos que tenemos una función de onda tridimensional en espacio de posiciones {\displaystyle \psi }(r), entonces podemos escribir esta función como suma ponderada de las funciones base ortogonales {\displaystyle \psi }j(r):
{\displaystyle \psi (\mathbf {r} )=\sum _{j}\phi _{j}\psi _{j}(\mathbf {r} )}
o, en el caso continuo, como una integral
{\displaystyle \psi (\mathbf {r} )=\int _{\mathbf {k} {\rm {-space}}}\phi (\mathbf {k} )\psi _{\mathbf {k} }(\mathbf {r} ){\rm {d}}^{3}\mathbf {k} }
Es claro que si especificamos el conjunto de funciones {\displaystyle \psi }j(r) como el conjunto de funciones propias del operador momento, la función {\displaystyle \phi }(k) mantiene toda la información necesaria para reconstruir {\displaystyle \psi }(r) y es por tanto una descripción alternativa del estado {\displaystyle \psi }.
En mecánica cuántica, el operador momento viene dado por
{\displaystyle \mathbf {\hat {p}} =-i\hbar {\frac {\partial }{\partial \mathbf {r} }}}
con dominio de definición apropiado. Sus funciones propias son
{\displaystyle \psi _{\mathbf {k} }(\mathbf {r} )={\frac {1}{({\sqrt {2\pi }})^{3}}}e^{i\mathbf {k} \cdot \mathbf {r} }}
y sus valores propios ħk. Así
{\displaystyle \psi (\mathbf {r} )={\frac {1}{({\sqrt {2\pi }})^{3}}}\int _{\mathbf {k} {\rm {-space}}}\phi (\mathbf {k} )e^{i\mathbf {k} \cdot \mathbf {r} }{\rm {d}}^{3}\mathbf {k} }
y vemos que la representación de momentos se relaciona con la representación de posiciones a través de una transformada de Fourier.

### Funciones y operadores en espacio de momentos
Recíprocamente, una función de onda tridimensional en espacio de momentos {\displaystyle \phi }(k) se puede expresar como suma ponderada de funciones bases ortogonales {\displaystyle \phi }j(k):
{\displaystyle \phi (\mathbf {k} )=\sum _{j}\psi _{j}\phi _{j}(\mathbf {k} )}
o como una integral
{\displaystyle \phi (\mathbf {k} )=\int _{\mathbf {r} {\rm {-space}}}\psi (\mathbf {r} )\phi _{\mathbf {r} }(\mathbf {k} ){\rm {d}}^{3}\mathbf {r} }
el operador posición viene dado por
{\displaystyle \mathbf {\hat {r}} =i\hbar {\frac {\partial }{\partial \mathbf {p} }}=i{\frac {\partial }{\partial \mathbf {k} }}}
con funciones propias
{\displaystyle \phi _{\mathbf {r} }(\mathbf {k} )={\frac {1}{({\sqrt {2\pi }})^{3}}}e^{-i\mathbf {k} \cdot \mathbf {r} }}
y valores propios r. Así, se puede realizar una descomposición similar de {\displaystyle \phi }(k) en términos de las funciones propias de este operador, que resulta ser la transformada inversa de Fourier:
{\displaystyle \phi (\mathbf {k} )={\frac {1}{({\sqrt {2\pi }})^{3}}}\int _{\mathbf {r} {\rm {-space}}}\psi (\mathbf {r} )e^{-i\mathbf {k} \cdot \mathbf {r} }{\rm {d}}^{3}\mathbf {r} }

## Equivalencia unitaria entre los operadores momento y posición
Los operadores r y p son unitariamente equivalentes, con el operador unitario dado explícitamente por la transformada de Fourier. Por tanto, tienen el mismo espectro. En lenguaje físico, p actuando sobre funciones de onda del espacio de momentos es lo mismo que r actuando sobre funciones de onda del espacio de posiciones (bajo la imagen de la transformada de Fourier).

## Espacio recíproco y cristales
Para un electrón (u otra partícula) en un cristal, sus valores de k se relacionan casi siempre con su cuasimomento, no con su momento habitual. Por tanto, k y p no son simplemente proporcionales sino que juegan diferentes papeles. La teoría perturbativa k·p es un ejemplo de ello. El cuasimomento es como una envolvente de onda que describe cómo varía la onda de una celda unidad a la siguiente, pero no da información de cómo varía la onda dentro de cada celda unidad.
Cuando k se relaciona con el cuasimomento en lugar de con el momento auténtico, el concepto de k-espacio tiene aún significado y es extremadamente útil, pero difiere de varias maneras con el k-espacio no cristalino tratado anteriormente. Por ejemplo, en el k-espacio de un cristal existe un conjunto infinito de puntos llamados red recíproca que son «equivalentes» a k=0 (esto es análogo al aliasing). Igualmente, la «primera zona de Brillouin» es un volumen finito del k-espacio, de forma que todo k posible es «equivalente» a exactamente un punto de esta región.